# Mediolanum (Germania inferior)
Mediolanum ist der Name eines ehemaligen zivilen römischen Vicus bei Pont, einem Stadtteil von Geldern am linken Niederrhein.

## Lage

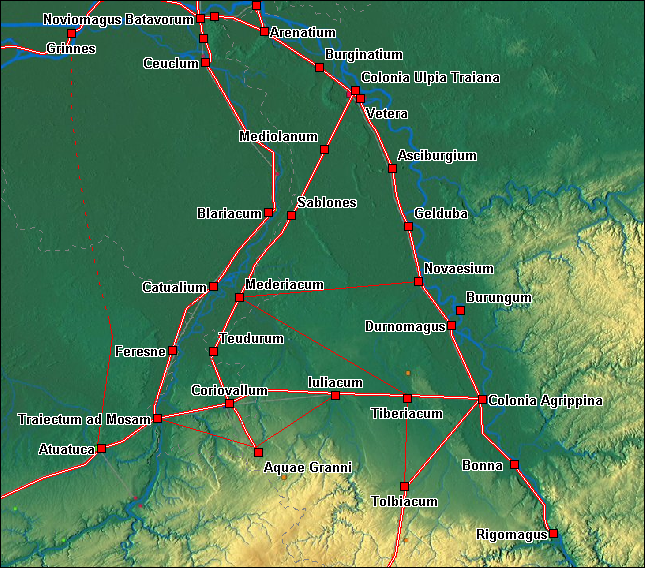
Mediolanum im römischen Straßennetz des Niederrheins

Im Itinerarium Antonini findet sich Mediolanum in der Provinz Germania inferior an der Heerstraße von der Colonia Ulpia Traiana/Xanten nach Coriovallum/Heerlen eingetragen. In der heutigen siedlungs- und verkehrsgeographischen Situation liegt das Bodendenkmal an der Bundesstraße 58, die sich in ihrem Verlauf bei Geldern-Pont („Venloer Straße“) weitgehend mit dem der antiken Straße deckt, am südlichen Rande des Ortes. Ob sich der heutige Name Pont direkt aus römischer Zeit herleitet (von lateinisch pons, pontis ‚Brücke‘), weil dort die Fernstraße den Fluss Niers mittels einer Brücke kreuzte, ist nicht gesichert.

## Befunde, Funde und Geschichte
Bis in die zweite Hälfte des 20. Jahrhunderts hinein konnten bei archäologischen Ausgrabungen die Befunde einer Ansiedlung festgestellt sowie insgesamt 121 Brandbestattungen des dazugehörenden Gräberfeldes untersucht werden. Wenngleich es sich primär wohl um eine zivile Niederlassung handelte, sprachen verschiedene Indizien darüber hinaus für den Standort einer Benefiziarierstation in diesem Bereich.
Ausweislich des Fundmaterials war der Vicus von der zweiten Hälfte des ersten bis in die erste Hälfte des dritten nachchristlichen Jahrhunderts bewohnt. Zu den markantesten Fundstücken gehört ein 67 cm mal 45 cm mal 17 cm großer Grabstein mit der Inschrift
D(is) [M(anibus)] / Priminio / Tullio ve[t(erano)] / leg(ionis) XXX U(lpiae) V(ictricis) / Ulp(ia) Casua / co<n=I>iugi pi/[en]tissimo / [et sibi v]iva / [fecit]
Übers.: „Den Totengöttern geweiht. Ihrem geliebten Gatten Priminius Tullius, Veteran der Dreißigsten Legion, der Ulpischen Siegreichen, und sich selbst ließ Ulpia Casua (diesen Grabstein) zu Lebzeiten errichten.“
Dies spricht dafür, dass in diesem ländlichen Raum südlich der Colonia Ulpia Traiana Veteranen der Legio XXX Ulpia Victrix angesiedelt wurden, einer Legion, deren Vexillationen etwa ab dem Jahr 120 an verschiedenen Orten des Rheinlandes stationiert waren, so in Vetera/Xanten, in der CCAA/Köln und in der Ulpia Noviomagus Batavorum/Nijmegen.
Erst 1999 trat ein weiterer ungewöhnlicher Fund zu Tage, die bronzene Figur eines Fabelwesens, einer schlangenähnlichen Kreatur mit dem Kopf eines Panthers.

## Denkmalschutz und Fundverbleib
Der Vicus Mediolanum und sein Gräberfeld sind Bodendenkmale nach dem Gesetz zum Schutz und zur Pflege der Denkmäler im Lande Nordrhein-Westfalen (Denkmalschutzgesetz – DSchG). Nachforschungen und gezieltes Sammeln von Funden sind genehmigungspflichtig. Zufallsfunde sind an die Denkmalbehörden zu melden.
Ein großer Teil der ehemaligen Sammlung römischer Artefakte aus Geldern-Pont ging im Laufe des Zweiten Weltkrieges verloren. Das verbliebene Fundmaterial befindet sich heute im Niederrheinischen Museum Kevelaer e. V., Kevelaer.